# SMS Kaiser Friedrich III.
SMS Kaiser Friedrich III. byla vedoucí loď bitevních lodí (predreadnought) stejnojmenné třídy postavených pro německé císařské námořnictvo. Kýl lodi byl položen v loděnici Kaiserliche Werft Wilhelmshaven ve Wilhelmshavenu v březnu 1895, na vodu byla spuštěna v červenci 1896 a dokončena v říjnu 1898. Hlavní výzbroj tvořila čtyři děla ráže 240 mm a sekundární 18 děl ráže 150 mm.

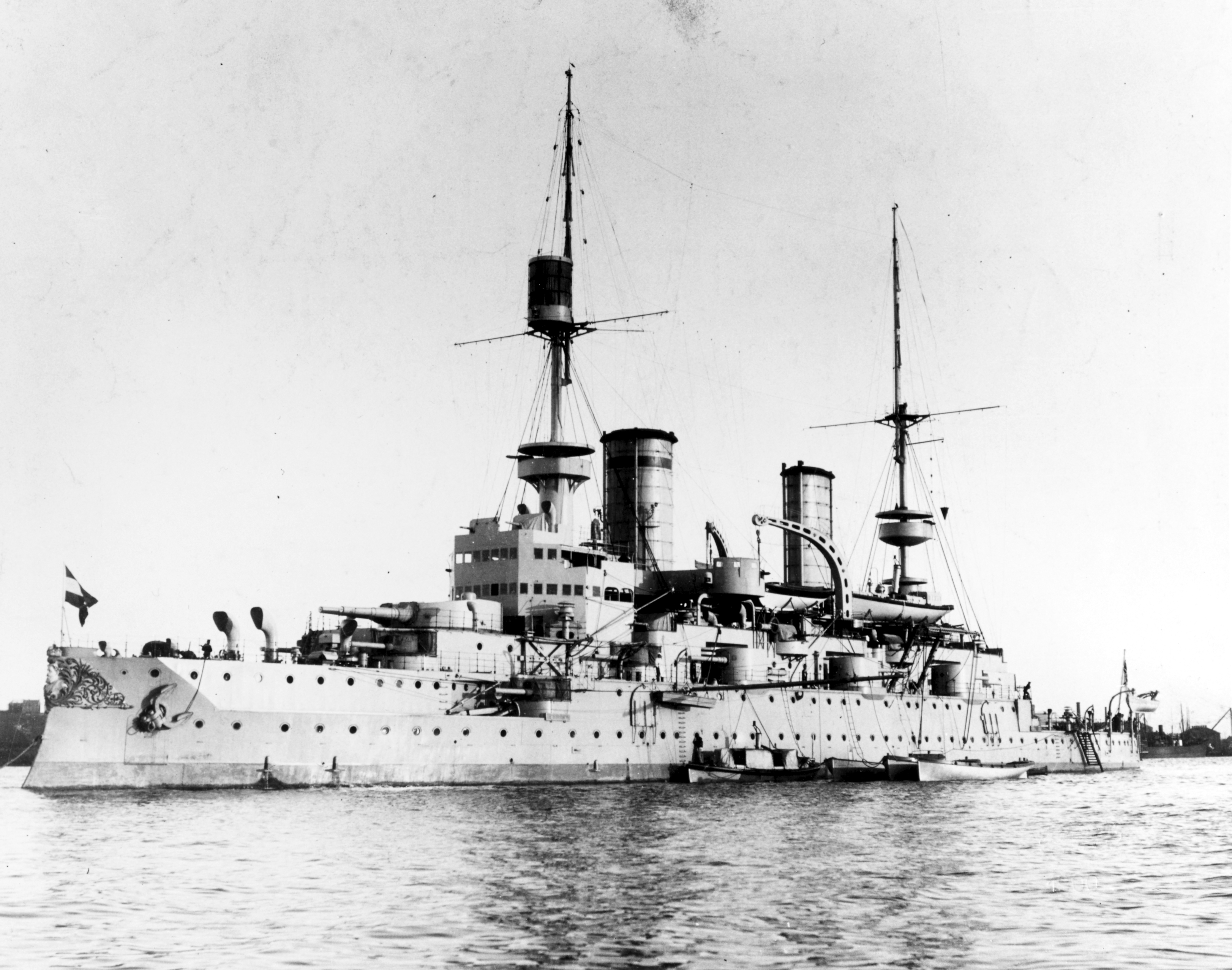
Kaiser Friedrich III. v roce 1900

Námořní zkoušky a úpravy trvaly více než rok a jakmile loď v říjnu 1899 vstoupila do aktivní služby, stala se vlajkovou lodí prince Jindřicha Pruského v I. eskadře německé Heimatflotte (domácího loďstva). I. eskadra byla po celý rok primárně zaměstnána výcvikem a také podnikala četné cesty do dalších evropských zemí, zejména do Velké Británie a Švédsko-norské unie. V roce 1901 byla loď vážně poškozena nárazem do podmořské skály v Baltském moři. Tento incident přispěl ke konstrukčním změnám u pozdějších německých bitevních lodích, aby byly odolnější vůči poškození pod vodou.
V roce 1908 byl Kaiser Friedrich III. rozsáhle modernizován; jeho sekundární zbraně byly reorganizovány a nástavba snížena za účelem snížení těžiště. Po návratu do služby v roce 1910 byl Kaiser Friedrich III. umístěn do rezervního útvaru. Další dva roky strávil v doku a byl aktivován pouze pro roční manévry loďstva. V letech 1913 a 1914 nebyl v aktivní službě až do vypuknutí první světové války v červenci 1914. Ačkoli byl zastaralý, sloužil Kaiser Friedrich III. a jeho sesterské lodě v prvních měsících války jako lodě pobřežní obrany u V. bitevní eskadry. Jejich úkolem bylo bránit německé pobřeží Severního moře. V Baltském moři lodě podnikly dvě operace, ale na žádné nepřátelské válečné lodě nenarazily. V únoru 1915 byl Kaiser Friedrich stažen ze služby a nakonec v listopadu vyřazen, poté sloužil jako vězeňská loď a později jako kasárna. V roce 1920 byl sešrotován.